# Guido de Gentili
Guido de Gentili (24. května 1870 Civezzano – 6. prosince 1935 Řím) byl rakouský římskokatolický duchovní a politik italské národnosti z Tyrolska (respektive z Jižního Tyrolska), na počátku 20. století poslanec Říšské rady.

## Biografie
Byl profesorem teologie v Trentu. Působil jako šéfredaktor listu La voce cattolica. Patřil mezi nejaktivnější katolické organizátory v jižním Tyrolsku. Byl odpůrcem liberalismu. Byl profesorem filozofie a teologie. Zasedal jako poslanec Tyrolského zemského sněmu.
Působil i jako poslanec Říšské rady (celostátního parlamentu Předlitavska), kam usedl ve volbách do Říšské rady roku 1907, konaných poprvé podle všeobecného a rovného volebního práva. Byl zvolen za obvod Tyrolsko 21. Mandát obhájil ve volbách do Říšské rady roku 1911. Po volbách roku 1907 i 1911 byl uváděn coby člen klubu Italská lidová strana.